# Chūhei Nanbu
Chūhei Nanbu (南部 忠平, Nanbu Chuhei), né le 27 mai 1904 à Sapporo et décédé le 23 juillet 1997 à Osaka, est un athlète japonais qui a été sacré champion olympique. Il est encore le seul athlète à avoir détenu en même temps le record du monde du saut en longueur et du triple saut.

## Biographie
On ne connait rien de la jeunesse de Nanbu. Il a connu ses premiers succès sportifs au Japon dans le milieu des années 1920. Aux Jeux olympiques d'été de 1928 à Amsterdam, il concourt dans trois disciplines sans obtenir de médailles. Sa meilleure place est le quatrième rang au triple saut.
Il réussit à se hisser dans le groupe des meilleurs mondiaux en 1931. Après avoir amélioré plusieurs fois le record national du saut en longueur, il saute à 7,98 m, nouveau record du monde. Il est favori du saut en longueur et du triple saut aux Jeux olympiques d'été de 1932 à Los Angeles. En longueur, il remporte le bronze derrière les deux Américains Ed Gordon et Lambert Redd. Quelques jours plus tard, il devient champion olympique du triple saut devant le Suédois Erik Svensson et son compatriote Kenkichi Oshima avec un saut à 15,72 m, nouveau record du monde. Ces deux records ne furent battus qu'en 1935 par Jesse Owens en longueur et Jack Metcalfe au triple saut.
Après sa carrière sportive, Nanbu a travaillé comme journaliste sportif pour le Mainichi Shinbun. Il a également été entraîneur et manager de l'équipe olympique japonaise des Jeux olympiques d'été de 1964 à Tokyo. En 1992, il a été décoré de l'ordre olympique par le CIO.
Chuhei Nanbu est décédé d'une pneumonie à l'âge de 93 ans à Osaka.

## Palmarès

### Jeux olympiques d'été
- Jeux olympiques d'été de 1928 à Amsterdam ( Pays-Bas)
  - éliminé en série du relais 4 × 100 m
  - 9e au saut en longueur
  - 4e au triple saut
- Jeux olympiques d'été de 1932 à Los Angeles ( États-Unis)
  -  Médaille de bronze au saut en longueur
  -  Médaille d'or au triple saut

## Records
- Record du monde du saut en longueur avec un saut à 7,98 m le 27 octobre 1931 à Tokyo (amélioration du record du monde détenu par l'Haïtien Silvio Cator, battu par l’Américain Jesse Owens).
- Record du monde du triple saut à 15,72 m le 4 août 1932 à Los Angeles (amélioration du record du monde détenu par son compatriote Mikio Oda, battu par l'Australien Jack Metcalfe).

## Sources
- (de) Cet article est partiellement ou en totalité issu de l’article de Wikipédia en allemand intitulé « Nambu Chūhei » (voir la liste des auteurs).